# 汀东县
汀东县（1931年3月—1934年10月）是中华苏维埃共和国福建省的一个县。
1931年3月，由中央革命根据地的长汀、宁化两县边境析置，治馆前（今福建省龙岩市长汀县馆前镇）。以在长汀县之东而得名。1934年10月，废县。